# ويليام فرنسيس موراي
ويليام فرنسيس موراي (بالإنجليزية: William Francis Murray)‏ هو محامي وسياسي أمريكي، ولد في 7 سبتمبر 1881 في بوسطن في الولايات المتحدة، وتوفي بنفس المكان في 21 سبتمبر 1918 بسبب ذات الرئة والإنفلونزا الأسبانية وإنفلونزا. حزبياً، نشط في الحزب الديمقراطي. وقد انتخب عضو مجلس نواب ماساتشوستس وانتخب عضو مجلس النواب الأمريكي.